# Estação Côte-des-Neiges
A Estação Côte-des-Neiges é uma das estações do Metrô de Montreal, situada em Montreal, entre a Estação Snowdon e a Estação Université-de-Montréal. Faz parte da Linha Azul.
Foi inaugurada em 04 de janeiro de 1988. Localiza-se na Estrada de la Côte-des-Neiges. Atende o distrito de Côte-des-Neiges–Notre-Dame-de-Grâce.